# La Grange (Illinois)
La Grange ist ein Vorort von Chicago im US-Bundesstaat Illinois. Das U.S. Census Bureau hat bei der Volkszählung 2020 eine Einwohnerzahl von 16.321 ermittelt. Das Gebiet wurde erstmals um 1830 besiedelt.

## Geschichte
Die Ortschaft wurde am 11. Juni 1879 von Franklin Dwight Cossitt gegründet. Sein Traum war es, einen vorbildlichen Vorort zu bauen. Er legte Straßen an, pflanzte Bäume, stiftete Grundstücke für Schulen und Kirchen und baute Qualitätshäuser zum Verkauf. Er legte auch Alkoholeinschränkungen in den Grundstücksverträgen fest, um das Dorf davor zu bewahren, ein Schandfleck zu werden.
Als Cossitt mit der Erschließung begann, war das Gebiet als Kensington bekannt. Aber nachdem bereits eine andere Gemeinde in Illinois denselben Namen trug, benannte Cossitt seine Gemeinde nach La Grange in Tennessee, wo er als Jugendlicher auf der Baumwollfarm seines Onkels gearbeitet hatte.
Nachdem der Brand von Chicago am 8. Oktober 1871 dort viele Häuser zerstört hatte, suchten tausende Menschen nach Unterkünften. La Grange war der ideale Standort, um diese unterzubringen.

## Geografie
La Grange befindet sich bei 41° 48' N, 87° 52' W und liegt etwa 21 km westlich von Chicago.
Die Ortschaft erstreckt sich über eine Fläche von 6,5 km². Zwei Hauptbahnstrecken durchqueren den Ort, Burlington Northern Santa Fe und CSX Transportation.
Vor etwa 14.000 Jahren lag das Gelände am Westufer des prähistorischen Chicago Sees, dem Vorgänger des Michigansees. Die Bluff Avenue, eine in Nord-Süd-Richtung verlaufende Straße im östlichen Ortsteil folgt der prähistorischen Küstenlinie.

## Wirtschaft und Infrastruktur
La Grange ist der postalische Firmensitz des Lokomotivenherstellers Progress Rail Locomotive, vormals EMD (für Electro-Motive Diesel  bzw. General Motors Electro-Motive Division). Die Zentrale und ein Teil der Fertigung sind allerdings im angrenzenden Ort McCook angesiedelt. Ursprünglich war auch die Produktion dort angesiedelt, diese wurde aber vor wenigen Jahren an einen anderen EMD-Standard nach London (Ontario) verlegt.

## Persönlichkeiten
- Derrick R. Dirk Meyer (* 1961), Informatiker und Manager
- Jeff Hornacek (* 1963), NBA Shooting Guard
- Sarah Wayne Callies (* 1977), Schauspielerin
- Jake Elliott (* 1995), American-Football-Spieler